# Supercupa Europei 1980
Supercupa Europei 1980 s-a jucat între Valencia CF și Nottingham Forest, Valencia câștigând datorită golului marcat în deplasare.

## Detalii

### Prima manșă
| Nottingham Forest | 2 – 1 | Valencia CF      |
| ----------------- | ----- | ---------------- |
| Bowyer 57', 89'   |       | Darío Felman 47' |

| NOTTINGHAM FOREST:                                 |  |                |                 |
|                                                    |  |                |                 |
| P                                                  |  | Peter Shilton  |                 |
| F                                                  |  | Viv Anderson   | Cartonaș galben |
| F                                                  |  | Frank Gray     |                 |
| F                                                  |  | John McGovern  |                 |
| F                                                  |  | Larry Lloyd    | Cartonaș galben |
| M                                                  |  | Kenny Burns    |                 |
| M                                                  |  | Ian Bowyer     |                 |
| M                                                  |  | Peter Ward     | 76'             |
| M                                                  |  | Gary Mills     |                 |
| A                                                  |  | Ian Wallace    |                 |
| A                                                  |  | John Robertson | Cartonaș galben |
| Schimbări:                                         |  |                |                 |
| FW                                                 |  | Raimondo Ponte | 76'             |
| Antrenor:                                          |  |                |                 |
| Brian Clough Omul meciului: Arbitru: Alexis Ponnet |  |                |                 |

| VALENCIA CF: |  |                   |     |     |
|              |  |                   |     |     |
| P            |  | Carlos Pereira    |     |     |
| F            |  | Ricardo Arias     |     |     |
| F            |  | Ángel Castellanos | 41' |     |
| F            |  | Daniel Solsona    |     |     |
| F            |  | Javier Subirats   |     |     |
| M            |  | Fernando Morena   |     |     |
| M            |  | Pepe Carrete      | 76' |     |
| M            |  | Manuel Botubot    |     |     |
| M            |  | José Cerveró      |     |     |
| A            |  | Enrique Saura     |     |     |
| A            |  | Darío Felman      |     | 86' |
| Schimbări:   |  |                   |     |     |
| FW           |  | Orlando Jiménez   |     | 86' |
| Antrenor:    |  |                   |     |     |
| Pasieguito   |  |                   |     |     |

### A doua manșă
| Valencia CF         | 1 – 0 | Nottingham Forest |
| ------------------- | ----- | ----------------- |
| Fernando Morena 51' |       |                   |

| VALENCIA CF:                              |  |                   |  |
|                                           |  |                   |  |
| GP                                        |  | José M. Sempere   |  |
| F                                         |  | Ricardo Arias     |  |
| F                                         |  | Miguel Tendillo   |  |
| F                                         |  | Ángel Castellanos |  |
| F                                         |  | Daniel Solsona    |  |
| M                                         |  | Javier Subirats   |  |
| M                                         |  | Mario Kempes      |  |
| M                                         |  | Fernando Morena   |  |
| M                                         |  | Manuel Botubot    |  |
| A                                         |  | José Cerveró      |  |
| A                                         |  | Enrique Saura     |  |
| Antrenor:                                 |  |                   |  |
| Pasieguito Omul meciului: Arbitru: Wöhrer |  |                   |  |

| NOTTINGHAM FOREST: |  |                |                 |
|                    |  |                |                 |
| P                  |  | Peter Shilton  |                 |
| F                  |  | Viv Anderson   |                 |
| F                  |  | Bryn Gunn      |                 |
| F                  |  | John McGovern  |                 |
| F                  |  | Larry Lloyd    |                 |
| M                  |  | Kenny Burns    |                 |
| M                  |  | Martin O'Neill | Cartonaș galben |
| M                  |  | Raimondo Ponte |                 |
| M                  |  | Trevor Francis |                 |
| A                  |  | Ian Wallace    |                 |
| A                  |  | Colin Walsh    |                 |
| Antrenor:          |  |                |                 |
| Brian Clough       |  |                |                 |

| Supercupa Europei 1980 |
| ---------------------- |
| Spania                 |
| Valencia Primul titlu  |